# ایلی مالیون
ایلی مالیون (انگلیسی: Eily Malyon؛ ۳۰ اکتبر ۱۸۷۹ – ۲۶ سپتامبر ۱۹۶۱) هنرپیشه اهل انگلستان بود.
از فیلم‌ها یا برنامه‌های تلویزیونی که وی در آن نقش داشته است می‌توان به بینوایان، رمانتیک در منهتن، به راه خود می‌روم، از خودگذشتگی، گرگ‌نمای لندن، درنده باسکرویل و فرشته سپید اشاره کرد.